# Am Hagen (Schalksmühle)
Am Hagen, früher auch Stümpershagen, ist ein Wohnplatz von Schalksmühle im Märkischen Kreis im Regierungsbezirk Arnsberg in Nordrhein-Westfalen (Deutschland).

## Lage und Beschreibung
Am Hagen liegt im nordwestlichen Schalksmühle auf einer Höhe zwischen dem Glörtal und dem Volmetal  auf 288 m ü. NHN südlich des größeren Ortsteils Dahlerbrück. Weitere Nachbarorte sind Ufer, Glör, Ölken, Asenbach, Ober-, Mittel- und Niederreeswinkel und Flaßkamp. Beim Ort befindet sich eine Seniorenresidenz.
Der Ort ist über eine Verbindungsstraße zwischen Reeswinkel und Dahlerbrück erreichbar.

## Geschichte
Das dem Kirchspiel Halver angehörige Am Hagen wurde erstmals 1557 urkundlich erwähnt, die Entstehungszeit der Siedlung wird aber für den Zeitraum zwischen 1200 und 1300 gegen Ende der ersten großen mittelalterlichen Rodungsperiode vermutet. Am Hagen ist ein Abspliss von Rotthausen.

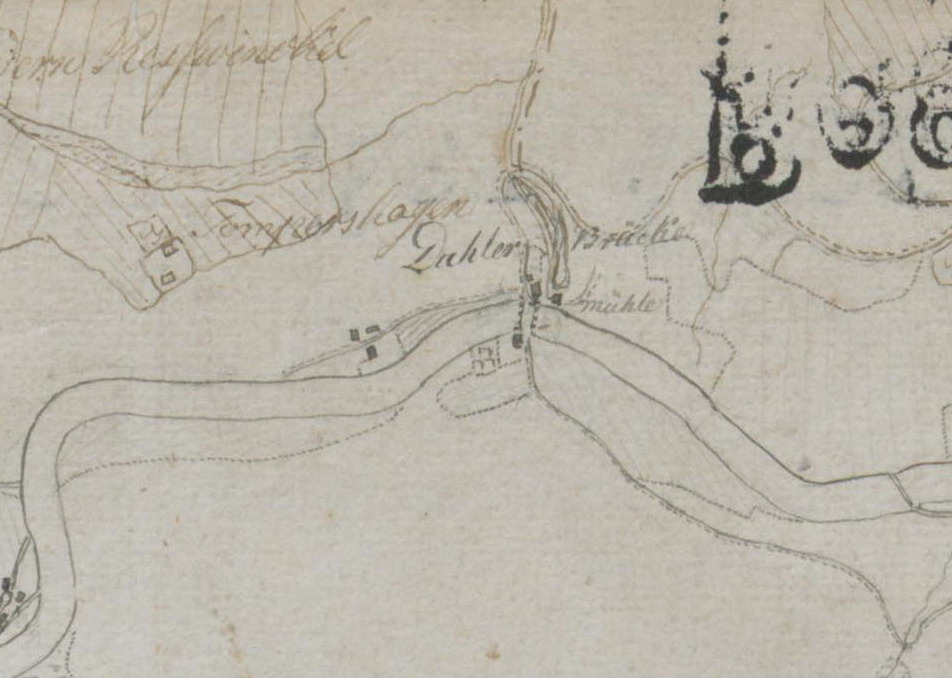
Karte von Am Hagen, damals Tompershagen genannt, bei Dahlerbrück um 1795

1818 lebten vier Einwohner im Ort. 1838 gehörte Am Hagen unter dem Namen Hagen der Gloerfelder Bauerschaft innerhalb der Bürgermeisterei Halver an. Der laut der Ortschafts- und Entfernungs-Tabelle des Regierungs-Bezirks Arnsberg als Kotten kategorisierte Ort besaß zu dieser Zeit ein Wohnhaus und ein landwirtschaftliches Gebäude. Zu dieser Zeit lebten vier Einwohner im Ort, allesamt evangelischen Glaubens.
Das Gemeindelexikon für die Provinz Westfalen von 1887 gibt eine Zahl von neun Einwohnern an, die in einem Wohnhaus lebten.
Am 1. Oktober 1912 wurde der Bereich um den Ort aus der Gemeinde Halver ausgegliedert und der neu gegründeten Gemeinde Schalksmühle zugewiesen.